# ماريو رودريغيز (لاعب كرة قدم)
ماريو رودريغيز (بالإنجليزية: Mario Rodríguez)‏ (12 مايو 1994 في الولايات المتحدة - ) هو لاعب كرة قدم أمريكي في مركز الهجوم.

## وصلات خارجية
- ماريو رودريغيز (لاعب كرة قدم) على موقع قاعدة بيانات كرة القدم.إي يو (الإنجليزية)
- ماريو رودريغيز (لاعب كرة قدم) على موقع Soccerway.com (الإنجليزية)
- ماريو رودريغيز (لاعب كرة قدم) على موقع عالم كرة القدم.نت (الإنجليزية)